# Nesozetes rostropterus
Nesozetes rostropterus är en kvalsterart som beskrevs av Hammer 1971. Nesozetes rostropterus ingår i släktet Nesozetes och familjen Nesozetidae. Inga underarter finns listade i Catalogue of Life.